# Ковальчуковка
Ковальчуковка (укр. Ковальчуківка), село, 
Китченковский сельский совет,
Краснокутский район,
Харьковская область.
Код КОАТУУ — 6323582203. Население по переписи 2001 года составляет 24 (10/14 м/ж) человека.

## Географическое положение
Село Ковальчуковка находится на расстоянии в 2 км от села Китченковка,
к селу примыкает село Сергеевка.
Рядом проходит автомобильная дорога Т-2106.

## История
- 1910 — дата основания.